# Centruroides koesteri
Espèce
Synonymes
- Centruroides mahnerti Lourenço, 1983

Centruroides koesteri est une espèce de scorpions de la famille des Buthidae.

## Distribution
Cette espèce se rencontre au Costa Rica, au Nicaragua et au Honduras.

## Description
La femelle holotype mesure 63 mm
Centruroides koesteri mesure de 65 à 75 mm.

## Étymologie
Cette espèce est nommée en l'honneur de H. Köster.

## Publication originale
- Kraepelin, 1912 : « Neue Beiträge zur Systematik der Gliederspinnen. » Mitteilungen aus dem Naturhistorischen Museum (2. Beiheft zum Jahrbuch der Hamburgischen Wissenschaftlichen Anstalten), vol. 28, no 2, p. 59–117 (texte intégral).